# Жуань Сянь
Жуа́нь Сянь (кит. трад. 阮咸, пиньинь Ruǎn Xián; 234—305) — китайский музыкант, поэт и чиновник времён империи Цзинь. Один из Семи мудрецов бамбуковой рощи. Известен также как создатель разновидности пипы — жуаня.
Второе имя — Чжунжун (кит. трад. 仲容, пиньинь Zhòngróng).

## Биография
Родился в 234 году в округе Чэньлю (на территории современной провинции Хэнань).
Был признан как талантливый музыкант, как поэт менее известен. Ему приписывается создание названного в его честь музыкального инструмента — жуаньсяня (впоследствии название сократилось до жуаня).
Был чиновником, возглавлял область Шипин.
Славился как любитель вина и распутной жизни. Является героем различных анекдотов и комических историй.
Достоверных фактов о жизни Жуань Сяня мало. Известно, что умер он своей смертью.

## Семья
Некоторые члены нескольких поколений семьи Жуань:
- Жуань Дунь (кит. 阮敦)
  - Жуань Юй[кит.] (кит. 阮瑀)
    - Жуань Си (кит. 阮熙)
      - Жуань Сянь
        - Жуань Чжань (кит. 阮瞻)
        - Жуань Фу[кит.] (кит. 阮孚)

    - Жуань Цзи (кит. 阮籍)